# 히라타초역
히라타초역(일본어: 平田町駅)은 일본 미에현 스즈카시에 위치한 긴키 닛폰 철도 스즈카 선의 철도역이다. 이 노선의 종착역이며, 역 번호는 L 33이며, 단선 승강장 1면 1선의 구조를 갖춘 지상역이다.

## 이용 현황
| 연도 | 승차 인원 |
| ---- | --------- |
| 1997 | 3,373     |
| 1998 | 3,231     |
| 1999 | 3,095     |
| 2000 | 3,048     |
| 2001 | 3,029     |
| 2002 | 2,988     |
| 2003 | 3,087     |
| 2004 | 3,115     |
| 2005 | 3,159     |
| 2006 | 3,189     |
| 2007 | 3,176     |
| 2008 | 3,219     |
| 2009 | 3,096     |
| 2010 | 3,192     |
| 2011 | 3,344     |
| 2012 | 3,287     |
| 2013 | 3,379     |
| 2014 | 3,253     |
| 2015 | 3,294     |

## 역 주변
- 이온 몰 스즈카

## 역사
- 1963년 4월 8일 : 스즈카시 역에서부터 이 역간의 연장에 의해 개업.
- 2007년 4월 1일 : PiTaPa 사용 개시.
- 2012년 10월 26일 : 자동 개찰기 3대 및 환승 정산기를 설치해 사용 개시. 스즈카 선내에서는 각각 처음 설치됨.

## 인접 역
| 긴키 닛폰 철도 스즈카 선       | 긴키 닛폰 철도 스즈카 선 | 긴키 닛폰 철도 스즈카 선 |
| ------------------------------ | ------------------------ | ------------------------ |
| L32 밋카이치 이세와카마쓰 방면 | L 스즈카 선              | 시·종착역                |